# Майнцер, Эми
Эми Майнцер (англ. Amy Mainzer; родилась 2 января 1974 года) — американский астроном, специализирующаяся на астрофизической аппаратуре и исследованиях в инфракрасном диапазоне. В сферу её научных интересов также входят астероиды, коричневые карлики, атмосферы планет, пылевые диски, формирование звёзд, проектирование и создание приборов наземного и космического базирования. 

## Биография
Сотрудница Лаборатории реактивного движения НАСА. Эми Майнцер является заместителем научного руководителя проекта Wide-Field Infrared Survey Explorer и главным исследователем в проекте NEOWISE по изучению малых планет. Майнцер спроектировала датчик для космического телескопа «Спитцер». Сейчас занимается конструированием телескопа, который будет следить за приближающимися к Земле астероидами. 
Майнцер с отличием закончила бакалавриат в области физики в Стэнфордском университете (1996) и магистратуру в области астрономии в Калифорнийском технологическом институте (2000). Получила степень доктора философии в астрономии в Университете Калифорнии в Лос-Анджелесе (2003). 
Кроме того, она появляется в качестве комментатора в научно-популярных сериалах, таких как «Вселенная» на канале History Channel. Была научным консультантом фильма «Не смотрите наверх».
Астероид (234750) Amymainzer был назван в её честь.